# Faculdade de Ciências Médicas e da Saúde de Juiz de Fora
A Faculdade de Ciências Médicas e da Saúde de Juiz de Fora é uma instituição de ensino superior privada brasileira situada na cidade de Juiz de Fora, Minas Gerais.
Criada em 2002, a Faculdade de Ciências Médicas e da Saúde de Juiz de Fora – SUPREMA oferece os cursos de graduação em Enfermagem, Farmácia, Fisioterapia, Medicina e Odontologia, com completa e moderna infraestrutura tanto física quanto de equipamentos em seus laboratórios.
A Suprema está entre as melhores faculdades do país na avaliação do MEC. Das 2.633 instituições de ensino superior (públicas e privadas) do país, apenas 12,8% conquistaram nota 4 no Índice Geral de Cursos (IGC), como a Suprema e estamos entre o seleto grupo de 2,5% que possui Conceito Institucional (CI) nota 5, o máximo concedido pelo Ministério da Educação.
Tem como fundadores, os médicos: Ângelo Marciano Lopes, Djalma Rabelo Ricardo, Iomar Pinheiro Cangussu, Jorge Montessi, José Mariano Soares de Moraes, Newton Ferreira de Oliveira, Dr. Ricardo Campello e Guilherme Rousseau Medina.
A SUPREMA foi construída numa área de 57.000 m2, no Bairro Salvaterra, com uma arquitetura arrojada, funcional e cercada de verde, com um ambiente adequado ao ensino, à pesquisa e à promoção da saúde. São diversos laboratórios de formação geral e de habilidades específicas voltados para a prática profissional e a prestação de serviços à comunidade.
A SUPREMA é uma das poucas faculdades particulares do país com Hospital de Ensino próprio, o Hospital e Maternidade Therezinha de Jesus (HMTJ), localizado no Bairro São Mateus.

## Graduação
Oferece os cursos de:
- Medicina
- Enfermagem
- Odontologia
- Farmácia
- Fisioterapia